# Veľké Vozokany
Veľké Vozokany es un municipio del distrito de Zlaté Moravce en la región de Nitra, Eslovaquia, con una población estimada a final del año 2024 de 426 habitantes.
Se encuentra ubicado al noreste de la región, a unos 120 km al este de Bratislava, cerca de la frontera con las regiones de Banská Bystrica y Trenčín.

## Demografía
| Año        | 1994 | 2004    | 2014    | 2024     |
| ---------- | ---- | ------- | ------- | -------- |
| Población  | 532  | 504     | 479     | 426      |
| Diferencia |      | −5,26 % | −4,96 % | −11,06 % |

| Año        | 2023 | 2024    |
| ---------- | ---- | ------- |
| Población  | 431  | 426     |
| Diferencia |      | −1,16 % |